# Актинидиеви
Актинидиеви (Actinidiaceae) е семейство покритосеменни растения от разред Ericales. Включва 3 рода и около 360 вида лиани, храсти и дървета, разпространени в умерените и субтропични области на Азия, Централна и Южна Америка.

## Родове
- Actinidia – Актинидия
- Clematoclethra
- Saurauia